# Gustav Löwe
Carl Gustav Löwe (Grimma, 18 febbraio 1852 – Gottinga, 16 dicembre 1883) è stato un filologo classico e bibliotecario tedesco.

## Biografia
Studiò filologia classica presso l'Università di Lipsia con il professore Friedrich Ritschl. Dal 1875 effettuato una ricerca su Plauto in Italia e nel 1878 fece un viaggio in Spagna per dare del materiale per la Bibliotheca patrum latinorum presso l'Accademia austriaca delle scienze. Nel 1879 ritornò a Lipsia, e nel corso dell'anno successivo si trasferì a Gottinga, dove fu curatore della biblioteca universitaria. Morì il 16 dicembre 1883 (31 anni) a causa di un incidente sul lavoro.

## Opere principali
- Quaestionum de glossariorum Latinorum fontibus et usu particula commentatio, 1875.
- Prodromus corporis glossariorum Latinorum: Quaestiones de glossariorum Latinorum fontibus et usu, 1876.
- Analecta Plautina (con Georg Goetz, Fritz Schöll, 1877).
- Exempla scripturae visigoticae 40 tabulis expressa (con Paul Ewald, 1883).
- Glossae nominum (editore Georg Goetz, 1884).[2]
- Bibliotheca patrum latinorum hispaniensis, (editore Wilhelm von Hartel, 1887).[3]